# 夏姫春秋
『夏姫春秋』（かきしゅんじゅう）は、宮城谷昌光による、中国の春秋時代の夏姫を描いた長編小説。平成3年（1991年）第105回直木三十五賞受賞作。

## あらすじ
春秋時代、小国鄭の公女である夏姫は美しい容姿であったが、兄の子夷と禁断の不倫関係にあった。また子夷のほかにも子宋・子家の2人と身体の関係があった。やがて不祥事は大臣にある子宋に看破され、鄭の君主で父親である蘭の耳にも入る。噂が広まるのを恐れた蘭は夏姫を陳へ嫁いで行かせることと決めた。
陳へ嫁いだ夏姫は夫の夏御叔と共に平穏な日々を送っていた。また一人の子供に恵まれ、夏徴舒と名付けた。しかし暮らしを維持することは難しく夫は痩せ衰えて夭逝してしまった。夏姫にとっては夢のようだった生活は終わり、子供を養うのは不可能になった。
夫の御叔の死去をきっかけに陳公国平を始め大臣の孔寧・儀行父も勢いを失った夏家を軽んじるようになった。息子の貴族地位を失わなせないよう、夏姫は陳公や大臣などとやむを得ず身体を捧げることとなってしまった。
時が経ち、成長した徴舒は母親の行為に対して、許すことができなくなっていた。ある日、陳公・孔寧・儀行父の三人が夏姫を伴い酒を飲んで楽しんでいた宴の席で、徴舒が彼らに似ているという言葉が君臣の口から出た。こんな恥辱にされる徴舒は堪えられなくついに爆発した。陳公は殺され、二人の大臣は他国へ逃げるように去った。
陳公を殺し、徴舒は自ら陳の国主になった。しかし楚の討伐軍隊が彼を倒した。息子を亡くし一人になった夏姫は虜として楚地へ連れ去られた。楚の荘王は夏姫の体内には風の神が居るという噂に興味を持ったが、部下の巫臣に諫止されて襄老の妻にさせた。
この巫臣は夏姫を一見してから深く彼女に愛着した。しかも彼は自分は他ならぬ夏姫を幸せにすることができる男だと思った。荘王が夏姫を「風の神を体内に宿している」という噂を信じて後宮に迎えたいと述べた時、巫臣が反対したのはいつか夏姫と一緒に楚から逃げて離れようと画策していたからである。大変なことを経験して来た夏姫としても信頼できる男を求めた。まるで奇跡のように、二人は互いに相手を認めた。最終的に策略を練って二人は晋へ遁走して結ばれる。

## 登場人物
鄭
- 夏姫（鄭公の娘、絶世の美女）
- 蘭（鄭公、楚に向って友好を示めす）
- 子夷（夏姫の兄）
- 子宋（鄭公の臣）
- 子家（鄭国の首相、子宋とは関係が良い）

楚
- 旅（楚王）
- 樊姫（旅の王妃）
- 伍挙（楚の大将）
- 巫臣（楚王の臣、のち夏姫の夫）
- 襄老（楚の連尹、夏姫の二目の夫）
- 黒要（襄老の息子、義母夏姫を占める）

陳
- 朔（共公、一国の主）
- 夏徴舒（別名子南、夏姫と御叔の息子）
- 御叔（陳の公族、夏姫の夫で夭折）
- 平国（暗君で夏徴舒に殺される）
- 儀行父（陳公の腹心）
- 孔寧（儀行父の同僚）
- 季暢（夏徴舒の従者）

晋
- 趙盾（晋の大臣）
- 士会（晋の正卿）

## 評価
| 選考委員   | 評語 |
| ---------- | --- |
| 田辺聖子   | 「この作ではまた夏姫という不思議な美女を拉してきて、その興味で読者をうまく乗せ、（あるいはいっぱいはめ）玄妙な小説宇宙を紡ぎ出された。」「作者の奥の手は、まだいくつもあるんじゃないかというような、悠々たる余裕である。」「芦原氏と甲乙つけがたい愛着を感じさせ、私は二本受賞を主張しないではいられなかった。」            |
| 山口瞳     | 「この方面も私は全く不案内であって、陳さんの推挙がなかったら、受賞に反対する立場になったかもしれない。それでも前回候補作の『天空の舟』に較べれば文章はずっと滑らかになってきて大物感が漂う。」 |
| 陳舜臣     | 「宮城谷氏は『春秋左氏伝』の忠実な読者として、夏姫の部分を小説化したといえる。」「このたびは史実の骨組みがきっちりと記録されている時代を、情熱的に肉づけした作品である。両作（引用者注：前回候補の「天空の舟」と今回の「夏姫春秋」）をあわせて、作者は想像力も構成力もともにすぐれていることを証明してみせた。」            |
| 五木寛之   | 「すでに堂々たる作家である。独得の世界を描いて一家を成した感のある氏に、あえて妄言を書きつらねる勇気は私にはない。」 |
| 黒岩重吾   | 「前作に較べると人物に躍動感がある。」「春秋時代を小説に仕上げた腕力は見事だが、私は作者が男女の関係や、小説を構築する上で大事なディテールについて、どのように考えているのだろうか、と疑問を抱いた。」 |
| 井上ひさし | 「ちょっと押しつけがましい文明批評や人物批評、それから、むやみに雑知識をひけらかすところなど、作者の筆はずいぶん行儀が悪いが、しかし、おおもとにある情熱が純なので、その行儀の悪さがみごとに愛敬のよさに転化している。この情熱の強さと熱さと量とに脱帽する。」                                                              |
| 渡辺淳一   | 「もっとも長篇らしい長篇で、戦争あり色模様ありで読者を飽きさせない。」「スケールの大きさを評価する声もあったが、春秋の史伝を追えばむしろ当然のことで、それを埋める人物や風景なぞ、ディテールの描写が浅く、作品のふくらみを欠く。」                                                                                          |
| 平岩弓枝   | 「中国の古代史に取り組んでいる作者の労作であることは充分に評価されてよいと思う一方で、宮城谷さんには歴史をわかりやすく紹介することよりも、人間を描くことにより多くのエネルギーを費して頂きたいと思う。」 |
| 藤沢周平   | 「前回の候補作「天空の舟」に比較すると、作品に艶が出たように思った。」「この作家の興味はいまのところは模索して歴史を述べるところにあるようで、その場合の、骨格がただしく、言いつくして渋滞のない文章が見事である。」「弱点もふくめて何かしら大きな完成を予感させる将来性と、作品にそなわる魅力に一票を投じたいと思った 。」 |

## 書誌情報
- 『夏姫春秋』 海越出版社、1991年、上巻 ISBN 978-4-876-97107-7 下巻 ISBN 978-4-876-97108-4
- 『夏姫春秋』 講談社文庫、1995年、上巻 ISBN 978-4-062-63066-5 下巻 ISBN 978-4-062-63067-2
- 『夏姬春秋』 実学社、1995年、上巻 ISBN 978-9-579-17521-0 下巻 ISBN 978-9-579-17522-7
- 『黑色春秋 夏姬情史』 上海文化出版社、1998年、ISBN 978-7-805-11979-3
- 『夏姫春秋』（改訂新版） 文藝春秋、2000年、上巻 ISBN 978-4-163-19710-4 下巻 ISBN 978-4-163-19750-0
- 『宮城谷昌光全集第五巻』 文藝春秋、2003年、ISBN 978-4-166-41150-4